# Косонголь
Косонголь — деревня в Шарыповском районе Красноярского края России. Входит в состав Шушенского сельсовета.

## География
Деревня расположена в 15 км к востоку от районного центра Шарыпово.

## Население
| 2010 |
| ---- |
| 19   |

Гендерный состав
По данным Всероссийской переписи населения 2010 года 9 мужчин и 10 женщин из 19 чел.